# Андорра на зимних Олимпийских играх 1992
Андорра принимала участие в Зимних Олимпийских играх 1992 года в Альбервиле (Франция), но не завоевала ни одной медали. Страну представляли 5 горнолыжников.

## Результаты соревнований

### Горнолыжный спорт
Мужчины
| Соревнование      | Спортсмены    | Скоростной спуск/ 1 спуск | Скоростной спуск/ 1 спуск | Слалом/ 2 спуск | Слалом/ 2 спуск | Всего   | Место | Отставание |
| Соревнование      | Спортсмены    | Время                     | Место                     | Время           | Место           | Всего   | Место | Отставание |
| ----------------- | ------------- | ------------------------- | ------------------------- | --------------- | --------------- | ------- | ----- | ---------- |
| гигантский слалом | Жерар Эскода  | 1:10,70                   | 41                        | 1:07,99         | 37              | 2:18,69 | 36    | +11,70     |
| гигантский слалом | Наум Оробидж  | 1:11,37                   | 45                        | 1:07,93         | 36              | 2:19,30 | 38    | +12,32     |
| гигантский слалом | Рамон Россель | 1:12,28                   | 48                        | DNF             | DNF             | —       | —     | —          |
| гигантский слалом | Виктор Гомес  | 1:12,87                   | 50                        | DNF             | DNF             | —       | —     | —          |
| слалом            | Жерар Эскода  | 57,35                     | 39                        | 57,60           | 32              | 1:54,95 | 32    | +10,56     |
| слалом            | Наум Оробидж  | DNF                       | DNF                       | —               | —               | —       | —     | —          |
| слалом            | Рамон Россель | DNF                       | DNF                       | —               | —               | —       | —     | —          |
| супергигант       | Рамон Россель | не проводится             | не проводится             | не проводится   | не проводится   | 1:19,10 | 47    | +6,06      |
| супергигант       | Жерар Эскода  | не проводится             | не проводится             | не проводится   | не проводится   | DSQ     | DSQ   | DSQ        |
| супергигант       | Наум Оробидж  | не проводится             | не проводится             | не проводится   | не проводится   | DSQ     | DSQ   | DSQ        |
| супергигант       | Виктор Гомес  | не проводится             | не проводится             | не проводится   | не проводится   | DSQ     | DSQ   | DSQ        |

Женщины
| Соревнование      | Спортсменка | Скоростной спуск/ 1 спуск | Скоростной спуск/ 1 спуск | Слалом/ 2 спуск | Слалом/ 2 спуск | Всего   | Место | Отставание |
| Соревнование      | Спортсменка | Время                     | Место                     | Время           | Место           | Всего   | Место | Отставание |
| ----------------- | ----------- | ------------------------- | ------------------------- | --------------- | --------------- | ------- | ----- | ---------- |
| гигантский слалом | Вики Грау   | DNF                       | DNF                       | —               | —               | —       | —     | —          |
| слалом            | Вики Грау   | DNF                       | DNF                       | —               | —               | —       | —     | —          |
| супергигант       | Вики Грау   | не проводится             | не проводится             | не проводится   | не проводится   | 1:30,07 | 37    | +8,85      |